# I Can’t Stop Loving You
I Can’t Stop Loving You ist ein Country-Song, der 1957 von Don Gibson geschrieben wurde. Sowohl seine Fassung als auch die von Ray Charles aus dem Jahr 1962 wurde ein
Millionenseller. Charles erhielt für seine Version den Grammy Award for Best R&B Performance.

## Entstehungsgeschichte

Don Gibson - I Can’t Stop Lovin’ You

Don Gibson stand bereits seit zehn Jahren in Tonstudios und hatte für mehrere Plattenfirmen gesungen, konnte jedoch erst einen Country-Hit für das Plattenlabel MGM vorweisen. Im September 1956 wechselte er zu RCA Records, wo sich ab Februar 1957 Chet Atkins als Produzent in Nashville um ihn kümmerte. Im Dezember 1957 entstanden in den dortigen RCA-Tonstudios in der Besetzung Chet Atkins (akustische Gitarre), Velma Smith (Rhythmusgitarre), Joseph Zinkan (Bass), Floyd Cramer (Piano), Troy Hatcher (Schlagzeug) und The Jordanaires als Hintergrundchor vier Titel. Hierunter befanden sich auch Gibsons Eigenkompositionen Oh, Lonesome Me / I Can’t Stop Lovin' You, die er beide an einem Nachmittag in seinem Wohnwagen in Knoxville geschrieben hatte. Beide Titel waren erste typische Vertreter des Nashville Sounds.
RCA entschloss sich im Dezember 1957 Oh, Lonesome Me als A-Seite auf der Single (RCA #7133) zu präsentieren. Das stellte sich als richtige Entscheidung heraus, denn die A-Seite erreichte ab April 1958 für acht Wochen den ersten Rang, während die B-Seite Platz sieben der Country-Charts belegte. In den Pop-Charts wurde lediglich die A-Seite auf Rang sieben notiert. Die Single – und damit auch deren B-Seite - verkaufte sich im Verlauf des Jahres 1958 über eine Million Mal.

## Erste Coverversionen

Kitty Wells - I Can’t Stop Loving You

Country-Star Kitty Wells nahm bereits im Dezember 1957 in Nashville mit ihrem Produzenten Owen Bradley eine Coverversion auf. Als Begleitmusiker tauchte bei ihr unter anderem Bassist Joseph Zinkan auf, der auch beim Original von Gibson bereits mitgespielt hatte. Bei ihr entschied sich Decca Records, I Can’t Stop Loving You als A-Seite auszuwählen und veröffentlichte die Single im Januar 1958. Ihre Version erreichte den dritten Platz der Country-Hitparade. Roy Orbison nahm den Song im September 1960 mit Produzent Fred Foster auf; hier war Floyd Cramer aus der Originalsession anwesend. Der Song wurde als B-Seite von I’m Hurting im November 1960 veröffentlicht.

## Coverversion von Ray Charles

Ray Charles - I Can’t Stop Loving You

Der im Rhythm & Blues verwurzelte Ray Charles, der mittlerweile bei ABC-Paramount Records mit Popmusik-Elementen auch die Spitzenpositionen der Pop-Hitparade erreichen konnte, plante trotz des großen Widerstands in der Plattenfirma eine LP mit Country-Songs. Mit dem Orchester Marty Paich als Begleitung entstanden im Februar 1962 14 Songs für das Album Modern Sounds in Country and Western Music, das nach Veröffentlichung im April 1962 über 500.000 Exemplare verkaufte. Auf dieser LP war auch I Can’t Stop Loving You enthalten, das im Februar 1962 in den United Recording Studios in Hollywood produziert worden war. Ray Charles schätzte dessen Verkaufschancen niedrig ein, denn er platzierte den Titel als vorletzten Track auf der LP.
Nachdem Tab Hunter bei Dot Records (#16355) Mitte April 1962 eine an das Ray-Charles-Arrangement angelehnte Version aufgenommen hatte, entschloss sich ABC-Paramount spontan, eine verkürzte Version von I Can’t Stop Loving You aus der LP als Single auszukoppeln und veröffentlichte den Titel im April 1962. Das Airplay im Radio – auch bei den R&B-Stationen - fokussierte sich auf die Ray-Charles-Version und katapultierte den Titel ab Mai 1962 für 10 Wochen in die R&B-Charts und ab Juni 1962 für fünf Wochen in die Pop-Charts auf den ersten Platz – ein massiver Crossover-Hit. Das reflektierten auch die Verkaufszahlen, denn von der Single wurden über zwei Millionen Exemplare verkauft. Bei Ray Charles wurde die Schreibweise auf I Can’t Stop Loving You verändert, so wie es dem für Gibson eingetragenen Urheberrecht entspricht. Charles erhielt einen Grammy für die beste R&B-Aufnahme des Jahres 1962.

## Weitere Fassungen
Die vielseitige Connie Francis produzierte den Song kurz nach dem Erfolg der Ray-Charles-Version mit Danny Davis und Jim Vienneau für die im Juli 1962 veröffentlichte LP Country Music Connie.  Ivo Robić brachte im August 1962 unter dem Titel Ein ganzes Leben lang eine deutsche Fassung heraus, die bis auf Rang 8 der deutschen Hitparade gelangte. Die Flippers erinnerten sich im April 1996 auf ihrer LP Liebe ist hieran.
Johnny Tillotson verewigte den Song im November 1963 unter Produzent Paul Tannen (EP Talk Back Trembling Lips), Peggy Lee folgte im Dezember mit ihrem Produzenten Dave Cavenaugh. Jerry Lee Lewis nahm im Februar 1969 unter Produzent Jerry Kennedy 17 Titel auf, darunter auch I Can’t Stop Loving You, veröffentlicht im April auf der LP Jerry Lee Lewis Sings The Country Music Hall of Fame Hits Vol 2. Von Elvis Presley existiert eine Live-Fassung vom August 1969 aus dem International Hotel in Las Vegas, veröffentlicht im November auf der LP From Memphis to Vegas/From Vegas to Memphis. Conway Twitty belegte 1972 mit seiner unter Aufsicht von Owen Bradley entstandenen Version den ersten Platz der Country-Charts.

## Statistik
I Can’t Stop Loving You wurde von über 700 Interpreten aufgenommen; Komponist Don Gibson hat dem BMI zufolge 201 Titel urheberrechtlich registrieren lassen, davon erhielten 15 einen BMI-Award - auch I Can‘t Stop Loving You.